# Ricarda Lang
Pour les articles homonymes, voir Lang.
Ricarda Lang, née le 17 janvier 1994 à Filderstadt (Bade-Wurtemberg), est une femme politique allemande membre d'Alliance 90/Les Verts. Elle co-préside la Grüne Jugend de 2017 à 2019 puis Alliance 90/Les Verts de 2022 à 2024 et est élue députée au Bundestag en 2021.

## Biographie
Ricarda Lang est élevée par une mère célibataire, assistante sociale.
À partir de 2012, elle étudie le droit à l'université de Heidelberg et de 2014 à 2019 à l'université Humboldt de Berlin, mais elle n'obtient aucun diplôme.
Elle rejoint Alliance 90/Les Verts en 2012. De 2017 à 2019, elle est co-présidente de la Grüne Jugend.
En 2019, elle rejoint la direction nationale du parti, aux côtés des co-présidents Annalena Baerbock et Robert Habeck,.
Elle est candidate aux élections européennes de 2019 mais n'est pas élue.
Lors des élections fédérales allemandes de 2021, elle se présente dans la circonscription de Backnang – Schwäbisch Gmünd mais ne gagne pas le « mandat direct ». Elle entre toutefois au Bundestag via le scrutin de liste. Suivent des négociations pour former une coalition avec le SPD et le FDP. Ricarda Lang dirige la délégation de son parti dans le groupe de travail sur l'égalité, menant les discussions avec Petra Köpping (en) et Herbert Mertin.
Au Bundestag, elle siège à la commission du travail et des affaires sociales et à la commission de la famille, des personnes âgées, des femmes et de la jeunesse.
Le 29 janvier 2022, elle devient co-présidente d'Alliance 90/Les Verts, en tandem avec Omid Nouripour. Il représente l'aile « réaliste » du parti et elle son aile « sociale », étant particulièrement engagée sur les sujets féministes. Pour Le Figaro, son rôle est de « calmer l'aile gauche du parti » alors que celui-ci revient aux responsabilités gouvernementales et doit faire des compromis avec ses partenaires. Alors âgée de 28 ans, elle est la plus jeune dirigeante de son histoire.
Après une série de très mauvais résultats du parti écologiste aux élections européennes de juin 2024, puis aux élections régionales en Thuringe (3,2 % des voix),, 5,1 % des voix en Saxe et 3 % dans le Brandebourg, le 25 septembre, Ricarda Lang et Omid Nouripour, annoncent leur démission de la tête du parti,. Les discussions sur le corps de Ricarda Lang étaient également devenues un point de discorde au sein du parti. Ainsi, il lui était notamment reproché d'imposer des débats sur « la honte corporelle et le féminisme » au détriment du contenu. Selon la Frankfurter Rundschau, ceci a eu pour conséquence que la solidarité des membres des Verts avec la direction de leur parti s’est amenuisée.

## Positions politiques
Dans le contexte de la pénurie d'énergie en 2022, elle s'est prononcée en juillet contre un retour de l'Allemagne à l'utilisation de l'énergie nucléaire.
En matière de transport public, Ricarda Lang et ses collègues de parti ont proposé en août 2022 un successeur permanent au 9-Euro-Ticket (billet à 9 euros) : un billet régional à 29 euros et un billet national à 49 euros. Mais le FDP, partenaire de la coalition, émet de fortes réserves à ce sujet.

## Vie privée
Ricarda Lang est la première députée fédérale allemande à être ouvertement bisexuelle, tous sexes confondus,.
Ayant fait l'objet d'attaques grossophobes, elle défend le mouvement « body positive ».
Elle vit à Berlin depuis 2014.